# L'Argentinar
L'Argentinar és una serra situada al municipi de Vilajuïga a la comarca de l'Alt Empordà, amb una elevació màxima de 72 metres.